# デュルタル
デュルタル （Durtal）は、フランス、ペイ・ド・ラ・ロワール地域圏、メーヌ＝エ＝ロワール県のコミューン。

## 地理
ボージョワ地方に属する、アンジューのコミューンである。レ・ラリの北西に位置する。コミューン面積の南側をロワール川 (支流)が流れている。

## 由来
1030年にはラテン語化された名(Castrum) Duristalliであったことが証明されている。フランスのこの地域では非常にまれな、ゲルマン語が含まれた地名のひとつである。ゲルマン語の-stallは、未知の要素によって先行してできている。

## 歴史
いくつかの出土品は、コミューンの地に先史時代およびケルト人が定住していたことを指し示している。磨かれた石斧、青銅の斧、斧や剣、矢じりの断片、ラ・テーヌ文化の腕輪や青銅のシカが見つかっている。ラ・グランド・ピエールという場所にはかつて巨石記念物があった。この古代の定住地は、ロワール川支流の渡河地点とつながっていた。
コミューンとしてのデュルタルの誕生は、アンジュー伯フルク・ネラによってデュルタル砦が築かれた1040年にさかのぼる。
中世のデュルタルはボージュのセネシャル管区に含まれていた。アンシャン・レジームからフランス革命前夜まで、町はラ・フレーシュのエレクション（行政上、財政上の区画）管区に含まれていた。

## 人口統計
| 1962年 | 1968年 | 1975年 | 1982年 | 1990年 | 1999年 | 2008年 | 2013年 |
| ------ | ------ | ------ | ------ | ------ | ------ | ------ | ------ |
| 3102   | 3161   | 3251   | 3240   | 3195   | 3224   | 3325   | 3382   |

参照元:1962年から1999年まで人口の2倍カウントなし。1999年までEHESS/Cassini、2004年以降INSEE

## ギャラリー

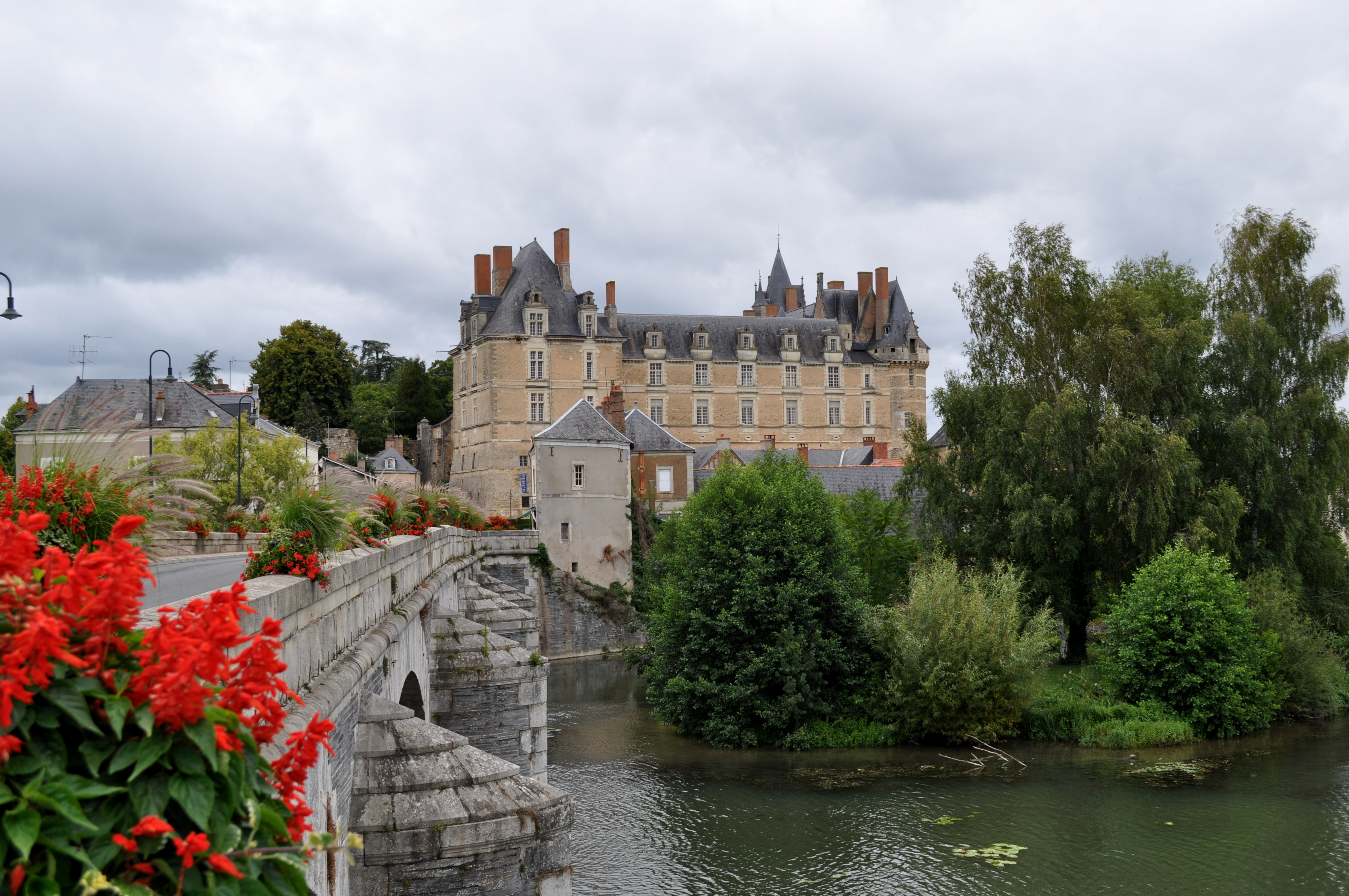
デュルタル城と橋
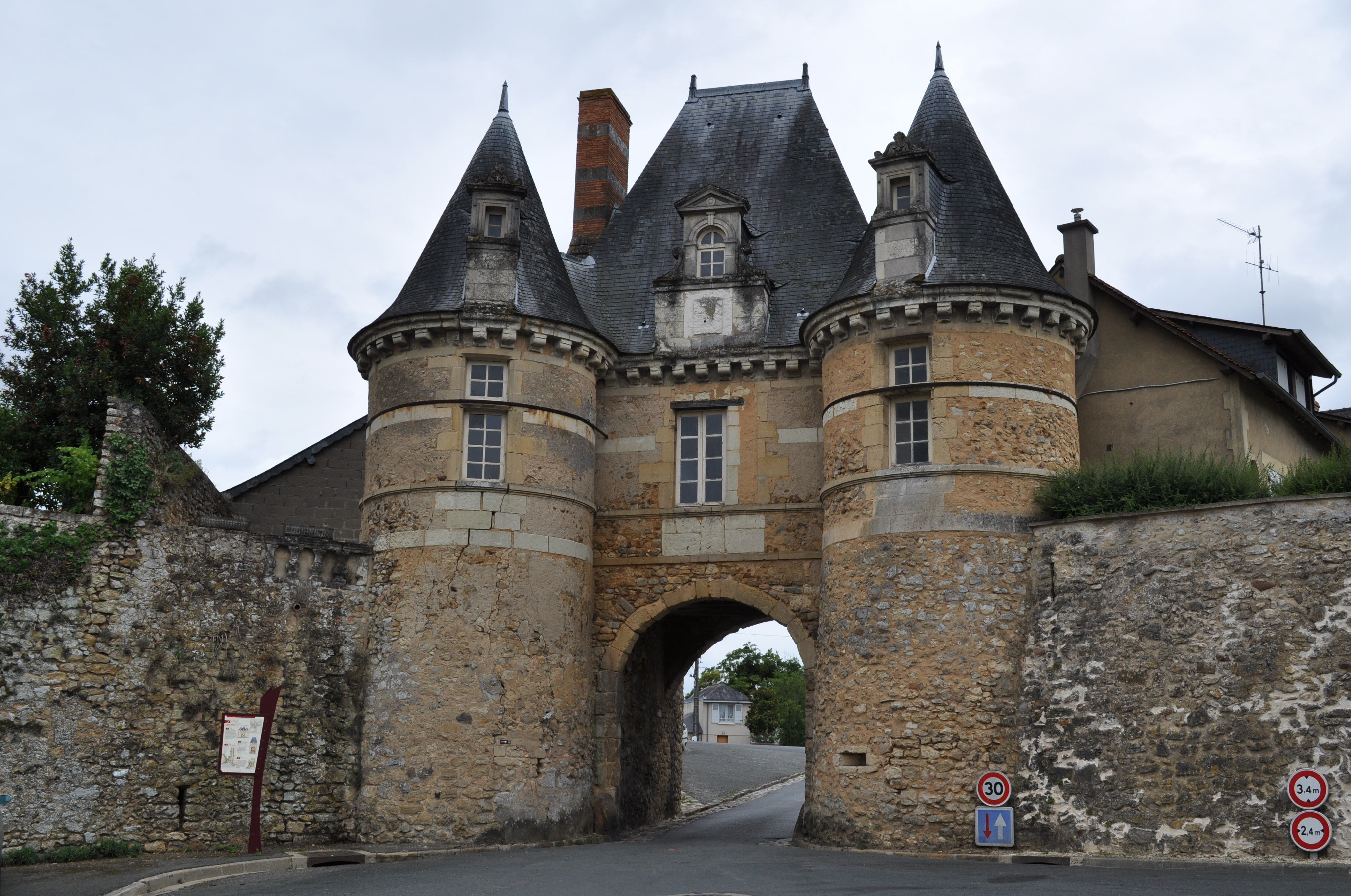
ヴェルロン門
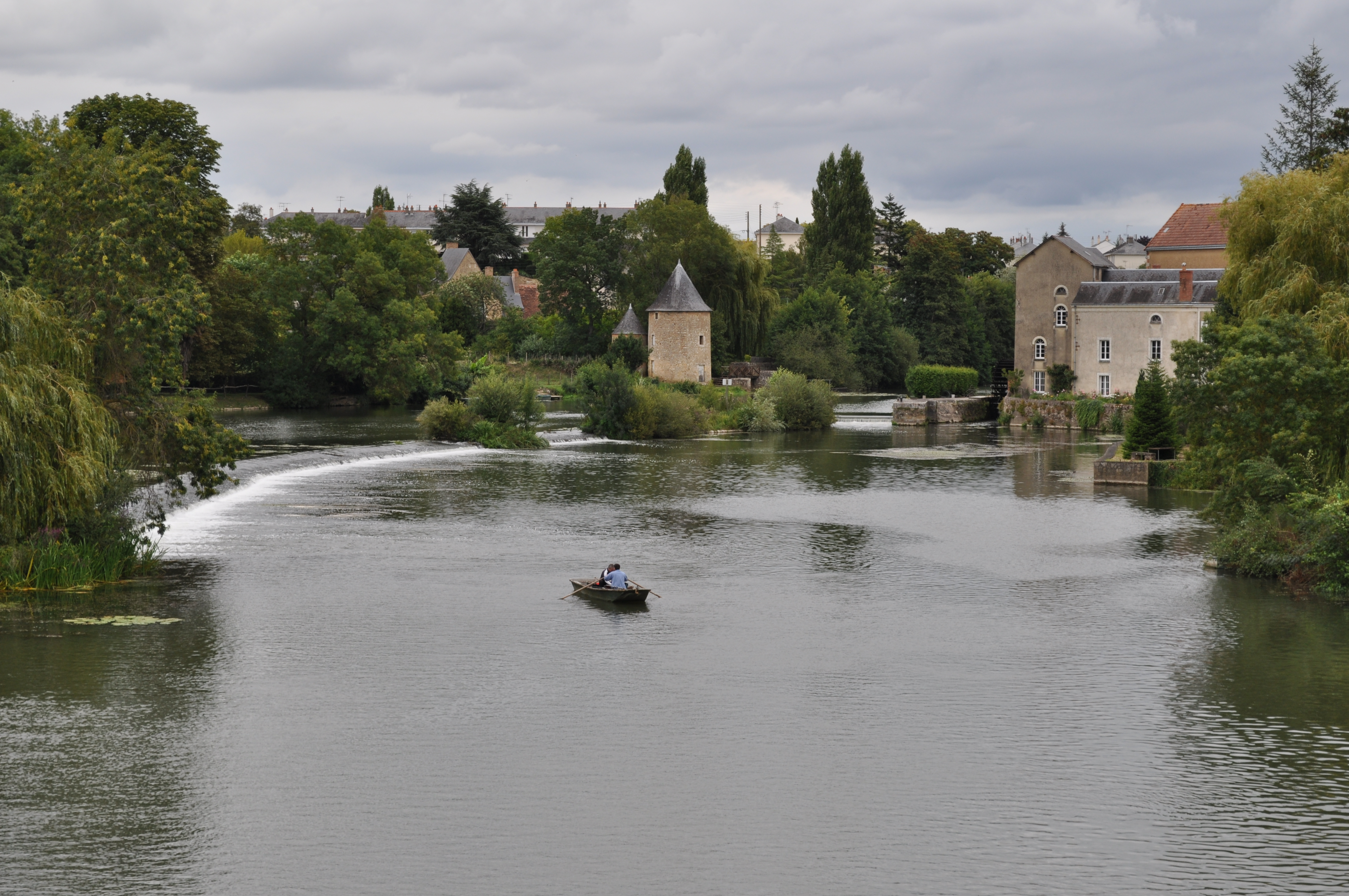
ロワール川
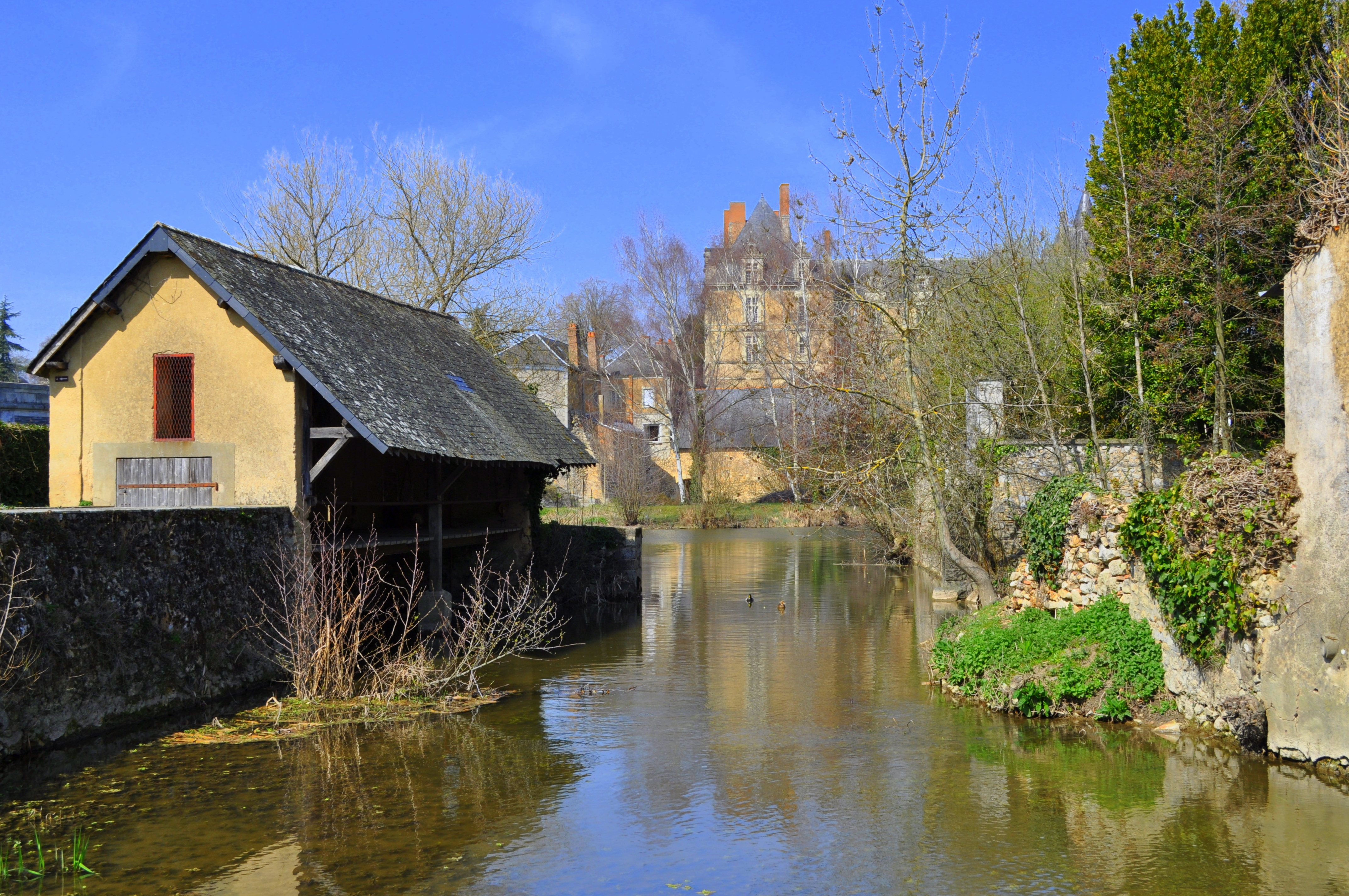
かつての洗濯場

## 姉妹都市
- ウンターアイゼスハイム、ドイツ